# Kai Sotto
Kai Zachary Perlado Sotto (Las Piñas, 11 maggio 2002) è un cestista filippino.

## Carriera

### Nazionale
Nel 2023 è stato convocato, con la nazionale filippina, per il Mondiale, concluso al ventiquattresimo posto finale.